# Karmelitinnenkloster Essen

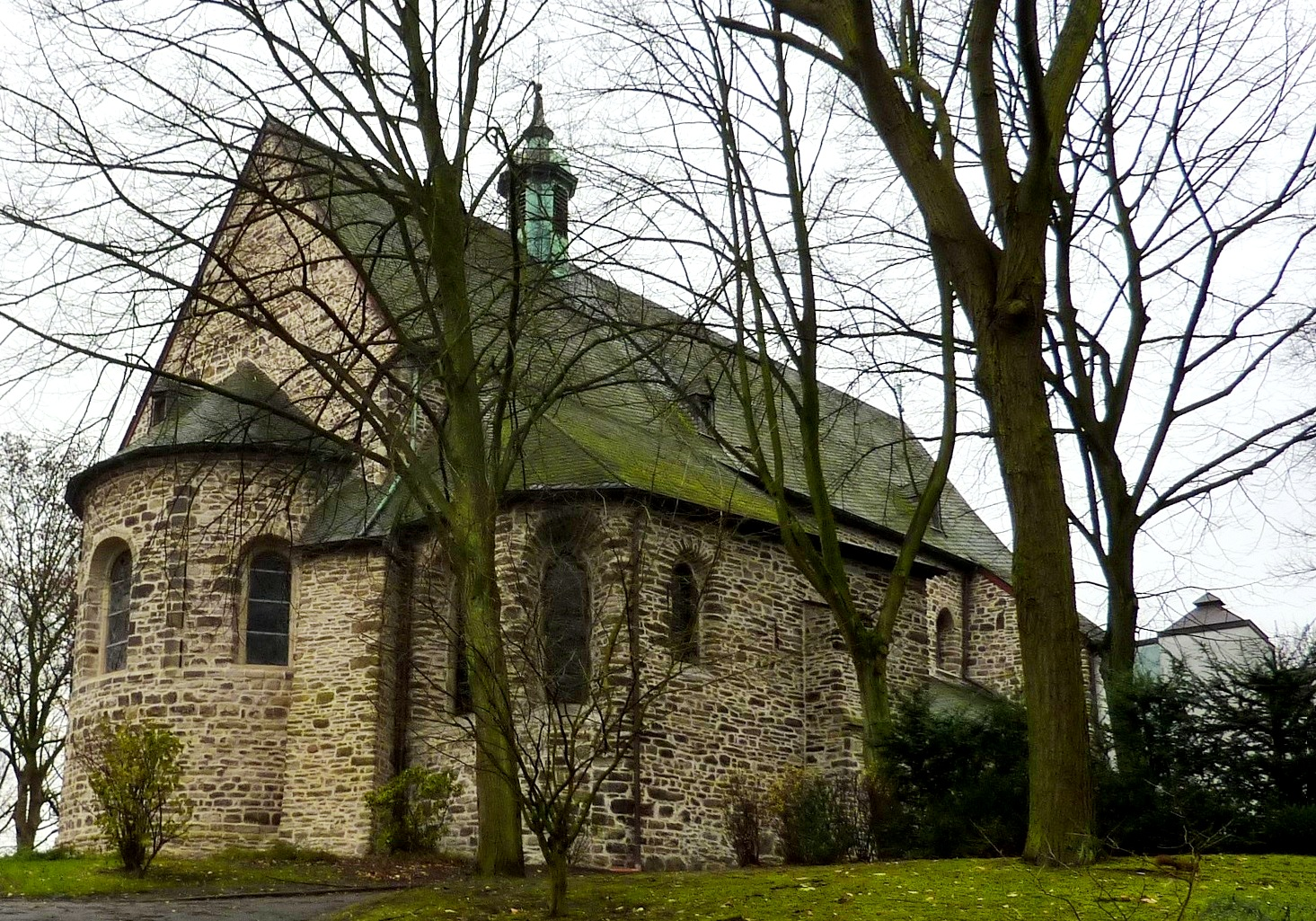
Stiftskirche Maria in der Not; hinten rechts ein moderner Teil der Konventsgebäude

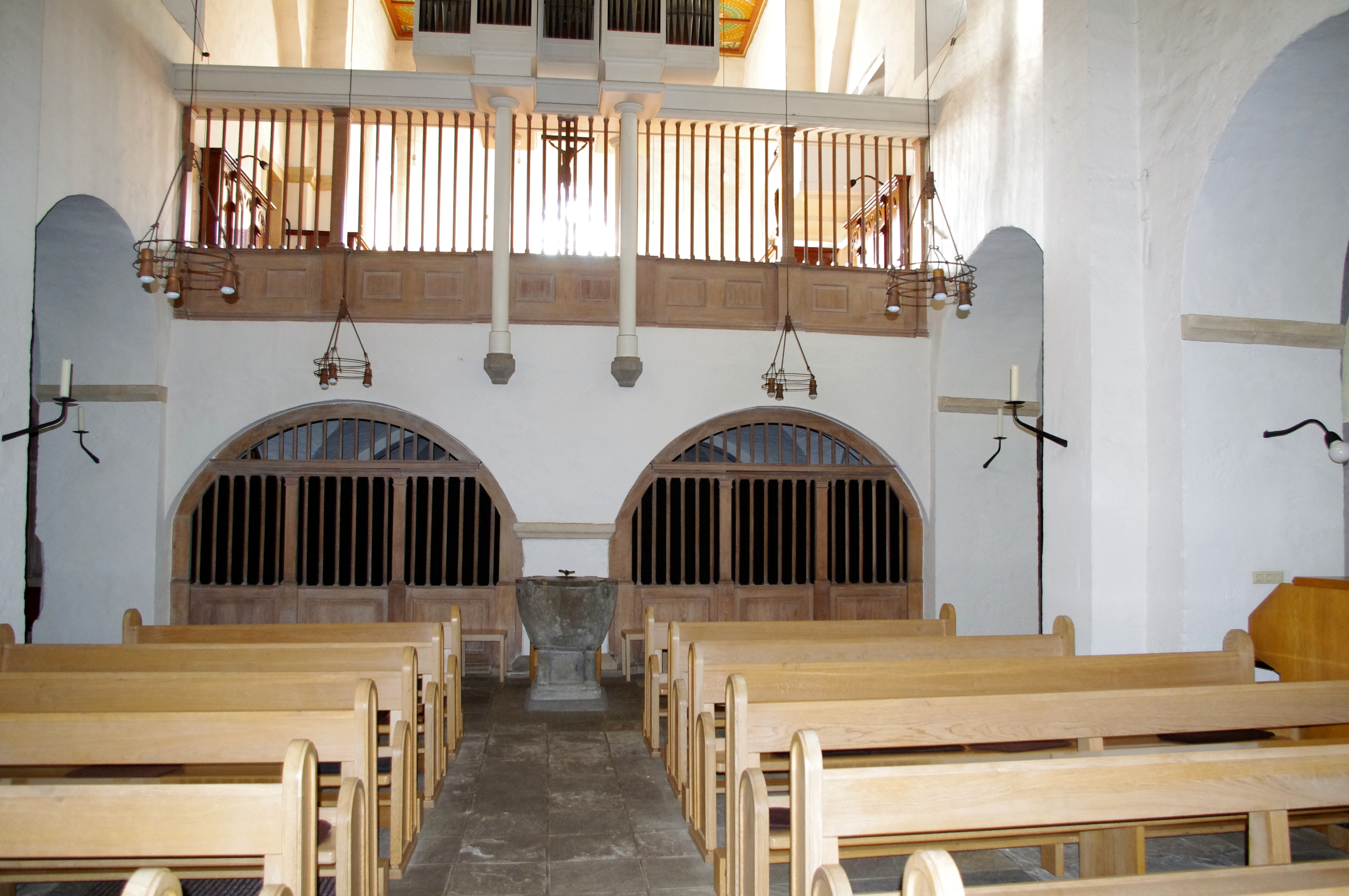
Inneres der Stiftskirche nach Westen mit dem abgeteilten Klausurbereich der Karmelitinnen

Das Karmelitinnenkloster Maria in der Not ist ein Kloster der Unbeschuhten Karmelitinnen in Essen.

## Geschichte
Auf Wunsch des Essener Bischofs Franz Hengsbach gründete der Kölner Karmel Maria vom Frieden in Essen-Stoppenberg bei der Stiftskirche Maria in der Not und unweit der Nikolauskirche das Karmelitinnenkloster Maria in der Not. Dazu wurden die historischen Konventsgebäude des 1803 aufgehobenen Stifts Stoppenberg westlich der Stiftskirche umgebaut. Die Grundsteinlegung erfolgte am 15. April 1961, der Bezug des Pfortenhauses am 1. Juni 1964. Am 11. April 1965 wurde das Kloster durch Bischof Hengsbach eingeweiht. Derzeit leben im Kloster 16 Karmelitinnen. Haupteinnahmequelle des Klosters ist die Hostienbäckerei. Die Adresse ist Kapitelberg 1.